# Temporada de ciclones na região da Austrália de 2007-2008
A Temporada de ciclones na região da Austrália de 2007-08 foi uma temporada ligeiramente abaixo da média de temporada de ciclone tropical. A temporada teve um início precoce, com a formação do primeiro ciclone tropical em 29 de julho, que só foi reconhecido como um ciclone tropical durante a análise pós-temporada. Esta foi a segunda vez que um ciclone tropical se formou durante julho. O outro foi o ciclone Lindsay na temporada de 1996-1997. O próximo ciclone tropical que se formou foi o ciclone Guba, que se formou em 13 de novembro com o nome de Guba em 14 de novembro, que foi a primeira tempestade nomeada dentro da área de responsabilidade do TCWC Porto Moresby desde o ciclone Epi em junho de 2003. Guba também foi o primeiro ciclone a ocorrer na região de Queensland em novembro de 1977. A temporada foi um evento no ciclo anual de formação de ciclones tropicais. A temporada começou oficialmente em 1º de Novembro de 2007 e terminou em 30 de Abril de 2008. Entretanto, a formação de um ciclone tropical em 27 de Julho de 2007 marcou um começo antecipado da temporada. O plano operacional regional de ciclones tropicais define um "ano de ciclones tropicais" separado de uma "temporada de ciclones tropicais". O "ano de ciclones tropicais" começou oficialmente em 1º de Julho de 2007 e terminará em 30 de Junho de 2008. A área de monitoração de ciclones na região da Austrália fica no Hemisfério sul, limitada pela linha do Equador e pelos meridianos 90°L e 160ºL. Esta área de monitoramento inclui a Austrália, Papua-Nova Guiné, Timor-Leste, parte ocidental das Ilhas Salomão e parte da Indonésia.
Os ciclones tropicais que se formam nesta área são monitorados por cinco centros de aviso de ciclone tropical (CACTs): Bureau of Meteorology em Perth, em Darwin e em Brisbane; pelo CACT de Jacarta, Indonésia e pelo CACT de Port Moresby, Papua-Nova Guiné O Joint Typhoon Warning Center (JTWC) emite avisos não oficiais para a região, designando depressões tropicais com o sufixo "S" quando se formam a oeste do meridiano 135°E e com o sufixo "P" quando se formam a leste dele.
A temporada ciclônica na região da Austrália foi relativamente calma. Embora a temporada tenha registrado 14 ciclones tropicais, nenhum deles alcançou a intensidade equivalente a um furacão de categoria 3 ou maior na escala de furacões de Saffir-Simpson. Embora o ciclone Pancho seja o ciclone tropical mais intenso desta temporada, causou apenas danos mínimos na costa oeste australiana. A formação de uma tempestade tropical não nomeada marcou o início bem antecipado da temporada. O ciclone Guba foi o único ciclone tropical da temporada de 2007-08 a causar vítimas e prejuízos. Guba provocou no mínimo 170 fatalidades na Papua-Nova Guiné. Os ciclones Helen, Nicholas, Ophelia e Pancho causaram apenas danos mínimos na Austrália Ocidental. O ciclone Durga, em Abril de 2008, foi o primeiro sistema a ser nomeado pelo CACT de Jacarta, Indonésia, após a sua reabertura um mês antes.

## Tempestades

### Ciclone tropical 01U
Uma área de baixa pressão formou-se próximo ao meridiano 90°L, na área de responsabilidade do CACT de Perth e tornou-se uma perturbação tropical em 29 de Julho. Embora avisos não tivessem sido emitidos, o sistema foi monitorado e designado com um número pela Météo-France. O Joint Typhoon Warning Center (JTWC) tinha emitido um alerta de formação de ciclone tropical (AFCT) sobre o sistema em fortalecimento um dia antes e começou a emitir avisos regulares sobre o Ciclone Tropical 01S logo depois, em 29 de Julho. Neste momento o centro do sistema estava na área de responsabilidade do CACT de Perth.
O ciclone começou a se dissipar no começo da madrugada de 30 de Julho e o JTWC interrompeu a emissão de avisos logo depois. A Météo-France emitiu seu último aviso no dia seguinte.
O Bureau of Meteorology classificou o sistema como um ciclone tropical em análises pós-tempestade, com ventos máximos constantes (10 minutos sustentados) de 75 km/h, baseado em observações do satélite QuikSCAT. Foi estimado que o sistema devia ter alcançado a força de um ciclone tropical entre 29 e 30 de Julho. O ciclone foi o segundo na história a ter se formado em julho no Oceano Índico sudeste, o outro foi o Ciclone Lindsay, em 1996.

### Ciclone tropical Lee-Ariel
Em 13 de Novembro, o centro de aviso de ciclone tropical (CACT) de Perth começou a emitir avisos sobre uma área de baixa pressão tropical que estava localizado dentro da área de responsabilidade do CACT de Jacarta, Indonésia. Em 14 de Novembro, o CACT de Perth classificou a área de baixa pressão tropical para ciclone tropical "Lee" no momento em que o sistema ainda estava na área de responsabilidade do CACT de Jacarta. Depois, ainda naquele dia, o Joint Typhoon Warning Center (JTWC) emitiu um alerta de formação de ciclone tropical (AFCT) sobre o ciclone tropical Lee e então a tempestade foi classificado como o ciclone tropical "03S" pouco depois. O CACT de Perth classificou Lee como um ciclone de categoria 2 em 15 de Novembro. Depois, ainda naquele dia, o CACT de Perth emitiu seu último aviso sobre Lee assim que o ciclone cruzou o meridiano 90°L, seguindo para oeste, deixando a área de responsabilidade do CACT de Perth para adentrar a área de responsabilidade do CRME de Reunião.
Lá, o sistema foi renomeado como "Tempestade tropical severa Ariel" pela sub-regional do CRME de Reunião em Maurícia.

### Ciclone tropical severo Guba
O Centro de Aviso de Ciclone Tropical (CACT) em Brisbane, Austrália, começou a emitir avisos sobre uma área de baixa pressão em fortalecimento localizada perto da costa sul da Papua-Nova Guiné em 13 de Novembro. Depois, ainda no mesmo dia, o JTWC emitiu seu primeiro aviso, designando a área de baixa pressão como o ciclone tropical "02P". O CACT de Brisbane, Austrália, iniciou os avisos regulares sobre a área de baixa pressão tropical no começo da madrugada de 14 de Novembro. Pouco depois, o CACT de Brisbane classificou o sistema como o ciclone tropical "Guba". O nome foi contribuído pela CACT de Port Moresby, Papua-Nova Guiné. Guba moveu-se erraticamente nos dias seguintes, intensificando-se.
Guba começou a se enfraquecer em 17 de Novembro e foi "rebaixado" para um ciclone de categoria 1.  Guba começou a acelerar para oeste em direção à costa de Queensland. Avisos e alertas de ciclone foram emitidos novamente em 19 de Novembro assim que o ciclone estava previsto a mover-se perto da costa e a se intensificar. A intensificação não se materializou e Guba mudou novamente sua direção de deslocamento. O CACT de Brisbane parou de emitir avisos sobre Guba assim que o sistema começou a se dissipar no começo da madrugada de 20 de Novembro.
O ciclone causou muitos estragos em Papua-Nova Guiné. Plantações, estradas e casas foram severamente danificadas, principalmente pelas enchentes e pela maré de tempestade. Cerca de 2.000 pessoas tiveram que abandonar suas casas. Cerca de 170 pessoas morreram durante a passagem do ciclone.
Guba foi o primeiro ciclone tropical a receber um nome da lista de nomes do CACT de Port Moresby desde o Ciclone Epi em 2003. O ciclone também foi o primeiro a ocorre na região de Queensland no mês de Novembro desde 1977.

### Baixa tropical 04U (Dama)
Em 18 de Dezembro, uma depressão tropical no sudoeste do Oceano Índico foi nomeada como tempestade tropical Dama e foi monitorada pela Météo-France. O sistema deslocou-se para sudeste, entrando na área de responsabilidade do CACT de Perth, a leste do meridiano 90°L. Entretanto, a tempestade não tinha força de um ciclone tropical neste momento, mas era ainda uma depressão tropical no qual o CACT de Perth emitiu alertas para a navegação. Logo depois, o sistema tornou-se um ciclone extratropical.

### Ciclone tropical Melanie
Em 27 de Dezembro, o Centro de Aviso de Ciclone Tropical (CACT) de Perth identificou uma área de baixa pressão tropical perto das coordenadas 11,2°S e 117,2°E e começou a emitir avisos para a navegação sobre o sistema em fortalecimento. No começo da madrugada de 28 de Dezembro, o CACT de Perth classificou a área de baixa pressão tropical como um ciclone tropical e lhe deu o nome de "Melanie". O ciclone deslocou-se para o sul e então para o sudoeste em 29 de Dezembro. Neste momento, o ciclone se fortaleceu alcançando a força de um ciclone de categoria 2 (escala australiana). Avisos e alertas de ciclone foram emitidos para a costa de Pilbara, Austrália.
Em 30 de Dezembro, Melanie começou a se enfraquecer e o sistema foi "rebaixado" para um ciclone de categoria 1 em 31 de Dezembro, tornando-se extratropical logo depois.

### Ciclone tropical Helen
Em 3 de Janeiro, um sistema de distúrbios meteorológicos se fortaleceu e o CACT de Darwin classificou o sistema como uma área de baixa pressão tropical.  Em 4 de Janeiro, o CACT de Darwin classificou a área de baixa pressão como o ciclone tropical "Helen", enquanto o Joint Typhoon Warning Center classificou o sistema como o ciclone tropical "10S". O ciclone atingiu o pico de intensidade, com ventos constantes (10 minutos) de 95 km/h.
No mesmo dia, Helen começou a se deslocar para leste, atingindo o Território do Norte. Assim que começou a se deslocar sobre terra, Helen começou a se enfraquecer e com isso o CACT de Darwin "rebaixou" Helen numa área de baixa pressão tropical. Era esperado que, quando o sistema emergisse no Golfo de Carpentária, se fortaleceria novamente, devido às altas temperaturas das águas do golfo e aos fracos ventos de cisalhamento. Entretanto, isto não se concretizou e tanto o CACT de Perth quanto o JTWC emitiram seus últimos avisos sobre Helen em 6 de Janeiro.
No Território do Norte, Helen provocou danos mínimos, tais como pequenos destelhamentos e quedas de algumas árvores. No entanto, as atividades de mineração ficaram paralisadas por alguns dias como conseqüência da passagem do ciclone.

### Baixa tropical 07U
Uma área de distúrbios meteorológicos formou-se em 30 de Dezembro no Oceano Índico sudeste. O Joint Typhoon Warning Center começou a monitorar o sistema como uma perturbação tropical. Em 31 de dezembro, o CACT de Perth também começou a monitorar esta área, designando-o como uma área de baixa pressão tropical.
No entanto, em 2 de janeiro, o CACT de Perth emitiu seu último aviso sobre esta área assim que a área começou a ser altamente afetada por ventos de cisalhamento.

### Ciclone tropical severo Nicholas
Em 10 de Fevereiro, o Centro de Aviso de Ciclone Tropical (CACT) de Perth começou a emitir avisos para a navegação sobre uma área de baixa pressão tropical. No final de 12 de Fevereiro, o JTWC emitiu seu primeiro aviso sobre o sistema em desenvolvimento, designando-o como ciclone tropical 19S. Pouco depois, o CACT de Perth classificou a área de baixa pressão tropical como o ciclone tropical Nicholas. Nicholas alcançou o pico de intensidade com ventos constantes de 150 km/h e uma pressão mínima central de 944 mbar em 16 de Novembro.
A partir deste momento, Nicholas começou a ser afetado por fortes ventos de cisalhamento. Na madrugada de 20 de Fevereiro, Nicholas fez landfall na costa oeste da Austrália, entre Cape Curvier e Coral Bay e logo depois foi desclassificado para uma área de baixa pressão tropical. Horas depois, o JTWC emitiu seu último aviso sobre Nicholas.

### Baixa tropical 20P
Uma área de distúrbios tropicais formou-se no Oceano Índico central em 31 de Janeiro e começou a ser monitorado pelo Joint Typhoon Warning Center no dia seguinte. Nos cinco dias seguintes, não houve mudanças significativas na intensidade do sistema. Entretanto, em 4 de Fevereiro, o Centro de Aviso de Ciclone Tropical (CACT) de Perth classificou o sistema como uma área de baixa pressão tropical. Em 6 de Fevereiro, o JTWC emitiu um alerta de formação de ciclone tropical para o sistema em desenvolvimento e no dia seguinte, começou a emitir avisos regulares sobre o ciclone tropical 17S.
Entretanto, o sistema não se intensificou, atingindo o pico de intensidade com ventos constantes de 75 km/h em 8 de Fevereiro antes de ser afetado por fortes ventos de cisalhamento. No mesmo dia, o CACT de Perth emitiu o último aviso sobre a área de baixa pressão tropical. Em 10 de Fevereiro, o JTWC emitiu seu último aviso sobre 17S.

### Ciclone tropical severo Pancho
Uma área de distúrbios meteorológicos surgiu em 21 de Março ao sul de Java, Indonésia. Durante a madrugada (UTC) de 24 de Março, o Centro de Aviso de Ciclone Tropical (CACT) de Perth classificou o sistema como uma área de baixa pressão tropical. Em 24 de Março, o JTWC começou a emitir avisos regulares sobre o ciclone tropical "26S". No dia seguinte, o CACT de Perth classificou a área de baixa pressão tropical como o ciclone tropical Pancho. Continuando a seguir para o sul, o CACT de Perth classificou Pancho como um ciclone tropical intenso.
No entanto, a partir de 27 de março, Pancho adentrou numa região com ventos de cisalhamento desfavoráveis e águas mais frias e começou a se enfraquecer. Pancho enfraqueceu-se num ciclone tropical e seu centro ficou totalmente exposto das áreas de convecção profundas. Por fim, tanto o JTWC quanto o CACT de Perth emitiram seus últimos avisos sobre Pancho em 29 de Março.
Apesar de não ter atingido diretamente a costa, Pancho causou indiretamente chuvas fortes no oeste da Austrália, sendo que em Exmouth, a precipitação acumulada passou de 220 mm.

### Ciclone tropical Ophelia
O Centro de Aviso de Ciclone Tropical (CACT) de Darwin classificou uma área de distúrbios meteorológicos sobre o Território do Norte, Austrália como uma área de baixa pressão tropical. Em 1º de Março, o Joint Typhoon Warning Center começou a emitir avisos regulares sobre o ciclone tropical 21S (Ophelia). Durante aquele dia, o sistema deixou a área de responsabilidade do CACT de Darwin para entrar na área de responsabilidade do CACT de Perth. Assim que o sistema emergiu no Oceano Índico, começou a se intensificar e o CACT de Perth classificou a área de baixa pressão como o ciclone tropical Ophelia. No dia seguinte, Ophelia alcançou o pico de intensidade, com ventos constantes de 120 km/h.
No entanto, o ciclone começou a se enfraquecer lentamente assim que águas mais frias e ar seco começaram a afetar o sistema. Ophelia continuou a seguir para sudoeste e depois para o sul e dissipou-se sem provocar maiores danos.

### Ciclone tropical Rosie
Em 20 de Abril, o Centro de Aviso de Ciclone Tropical (CACT) de Jacarta, Indonésia, classificou uma área de distúrbios meteorológicos numa depressão tropical. Logo depois, o (CACT) de Perth considerou a formação de uma área de baixa pressão tropical na região. Em 21 de Abril, o Joint Typhoon Warning Center (JTWC) emitiu um alerta de formação de ciclone tropical (AFCT) sobre o sistema em desenvolvimento. Logo em seguida, o JTWC começou a emitir avisos regulares sobre o recém-formado ciclone tropical "28S". Depois, naquele dia, o CACT de Perth classificou a área de baixa pressão tropical num ciclone tropical e lhe atribuiu o nome Rosie. Em 22 de Abril, o JTWC notou que o centro do ciclone foi relocado para 185 km mais ao noroeste.
No dia seguinte, devido ao aumento dos ventos de cisalhamento, o CACT de Perth desclassificou Rosie numa área de baixa pressão tropical. Em 24 de Abril, o JTWC emitiu seu último aviso sobre o sistema, enquanto que o CACT de Perth fez o mesmo no começo da madrugada (UTC) de 25 de Abril.

### Ciclone tropical Durga
Uma área de distúrbios meteorológicos que formou-se no Oceano Índico centro-sul gradualmente intensificou-se e em 21 de Abril, o Joint Typhoon Warning Center (JTWC) emitiu um alerta de formação de ciclone tropical sobre o sistema. Naquele momento, o sistema estava na área de responsabilidade do Centro Meteorológico Regional Especializado (CMRE) de Reunião, mas, movendo-se para leste, o sistema adentrou a área de responsabilidade do Centro de Aviso de Ciclone Tropical (CACT) de Jacarta, Indonésia. A agência Indonésia logo identificou-o como uma depressão tropical e começou a emitir avisos regulares sobre o sistema. No dia seguinte, o JTWC fez o mesmo. Em 23 de Abril, o CACT de Jacarta classificou o sistema num ciclone tropical e lhe atribuiu o nome Durga. Esta foi a primeira fez que o CACT Jacarta nomeou um sistema dentro de sua área de responsabilidade desde a sua reativação em Março de 2008. Ainda em 23 de Abril, o CACT de Perth assumiu o monitoramento do sistema, assim que Durga cruzou a latitude 10°S.
Durga encontrou fortes ventos de cisalhamento e rapidamente se enfraqueceu. Durante a noite de 24 de Abril, o JTWC emitiu seu último aviso sobre o sistema, enquanto que o CACT de Perth desclassificou Durga numa área de baixa pressão tropical e também emitiu seu último aviso sobre o sistema no começo da madrugada de 25 de Abril.

## Cronologia
O gráfico abaixo mostra de forma clara a duração e a intensidade de cada ciclone tropical:

## Energia ciclônica acumulada
| 1             | 12,489 | Nicholas | 7  | 1,176 | 17S   |
| 2             | 8,706  | Pancho   | 8  | 1,006 | Durga |
| 3             | 5,919  | Ophelia  | 9  | 0,805 | Helen |
| 4             | 4,931  | Guba     | 10 | 0,368 | 01S   |
| 5             | 4,228  | Melanie  | 11 | 0,123 | 20P   |
| 6             | 4,020  | Lee      | 12 |       |       |
| Total: 35,065 |        |          |    |       |       |

A tabela a direita mostra a Energia ciclônica acumulada (ECA) para cada ciclone tropical formado durante a temporada. A ECA é, de forma abrangente, uma energia medida da tempestade multiplicada pelo tempo em que a mesma existiu. Quanto mais tempo dura e quanto mais forte a tempestade, a mesma terá uma ECA maior. A ECA somente é calculada para aqueles sistemas que alcancem força de tempestade tropical, ou seja, sistemas cujos ventos alcancem 63 km/h ou mais. A tempestade tropical Rosie não foi incluída nos cálculos.

## Nomes das tempestades
Cada Centro de Aviso de Ciclone Tropical tem sua própria lista de nomes para designar ciclones tropicais.

### Indonésia
Ciclones tropicais que se formam entre a linha do Equador e o paralelo 10 S e entre os meridianos 90 E e 125 E são monitorados pelo CACT de Jacarta, Indonésia. Uma lista de nomes para esta região ainda não foi anunciada, Apesar de atribuir o nome Durga para um ciclone tropical que se formou em sua área de responsabilidade em Abril de 2008.

### Oceano Índico sudeste
Ciclones tropicais que se formam entre os meridianos 90°L e 125°L e ao sul da latitude 10°S são monitorados pelo CACT de Perth, Austrália. Os nomes são utilizados sequencialmente e em ordem alfabética. Estão sendo mostrados abaixo apenas os sete nomes utilizados.
- Lee
- Melanie
- Nicholas
- Ophelia
- Pancho
- Rosie

### Mar de Arafura e Golfo de Carpentária
Ciclones tropicais que se formam ao sul da linha do Equador e entre os meridianos 125°E e 141°E são monitorados pelo CACT de Darwin, Território do Norte, Austrália. Assim como em Perth, os nomes são usados sequencialmente e em ordem alfabética. Está sendo mostrado abaixo apenas o único nome utilizado na temporada de 2007-08.
- Helen

### Mar de Coral
Ciclones tropicais que se formam ao sul da latitude 10°S e entre os meridianos 141°E e 160°E são monitorados pelo CACT de Brisbane, Queensland, Austrália. Assim como em Perth e Darwin, os nomes são usados sequencialmente e em ordem alfabética. No entanto, nenhum nome desta lista foi utilizado na temporada de 2007-08.

### Mar de Salomão e Golfo de Papua
Ciclones tropicais que se formam ao sul da linha do Equador e entre os meridianos 141°E e 160°E são monitorados pela CACT de Port Moresby, Papua-Nova Guiné. A lista de nomes está em ordem alfabética, porém, aleatório, ou seja, o nome pode ser escolhido entre qualquer nome da lista. Está sendo mostrado abaixo o único nome utilizado nesta temporada.
- Guba